# Melchior Schedler
Melchior Schedler (* 1936 in Oberammergau) ist ein deutscher Hörspielautor, Theaterschriftsteller und Maler.
Schedler arbeitete nach dem Studium als Bühnenbildner, Fernsehmacher, Theaterkritiker, Sachbuchautor und Dramaturg. Besonders dem Kindertheater hat er sich verschrieben und brachte mit Schlachtet die blauen Elefanten eines der meistdiskutierten Sachbücher zu diesem Thema heraus: Seine harsche, aber wohlbegründete Auseinandersetzung an der Kindertheater- und Puppentheatersituation der 1970er-Jahre brachte ihm selbst unter den Zielpersonen seiner Kritik großes Ansehen ein.
Bekannt geworden ist er später vor allem durch seine 43 Hörspiele. Sein 1983 vom Süddeutschen Rundfunk produziertes Stück Cordoba oder die Kunst des Badens wurde 1987 zum Hörspiel des Jahrzehnts gewählt.

## Werke
- König Kupferkopf, Roman, Fischer, Frankfurt am Main 1980 ISBN 3-596-27502-4
- Kindertheater, Geschichte, Modelle, Projekte, edition suhrkamp, Frankfurt am Main, 1972 ISBN 3-518-10520-5
- Schlachtet die blauen Elefanten! Bemerkungen über das Kinderstück, Beltz, Weinheim und Basel 1973 ISBN 3-407-83001-7
- Cordoba oder die Kunst des Badens mit Peter Fitz, Brigitte Horney u. a. Musik: Peter Zwetkoff. Regie: Otto Düben (SDR 1983) ISBN 3-933963-86-9